# Nyctemera distinctum
Nyctemera distinctum är en fjärilsart som beskrevs av Swinhoe 1892. Nyctemera distinctum ingår i släktet Nyctemera och familjen björnspinnare. Inga underarter finns listade i Catalogue of Life.